# S/V Ariel

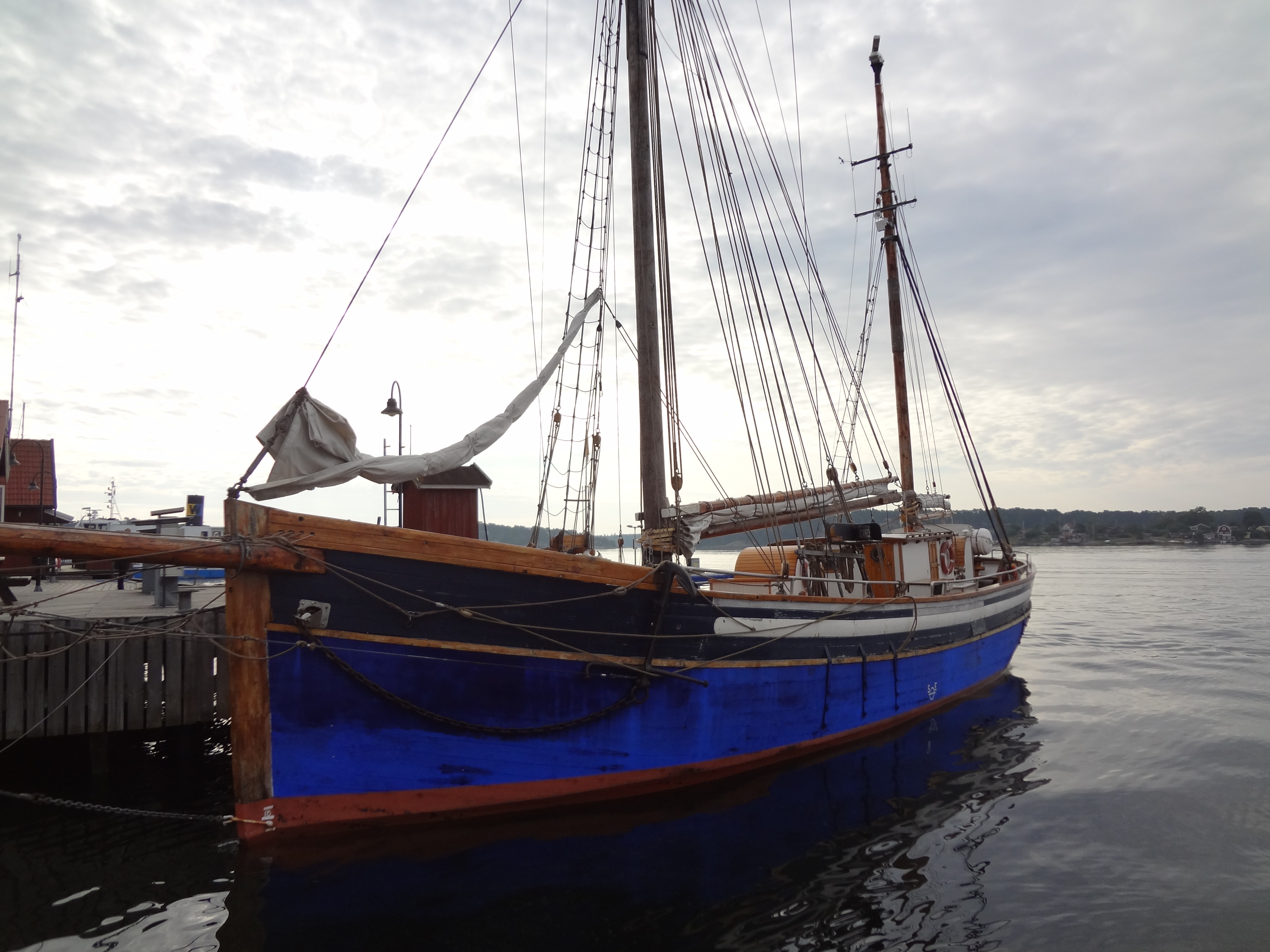
Ariel i hamnen i Dalarö augusti 2012.

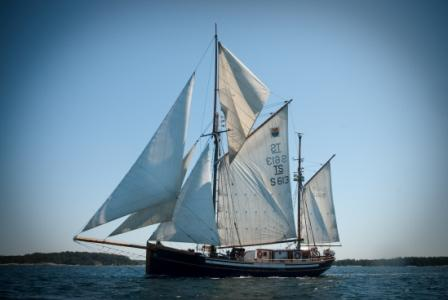
S/V Ariel

S/V Ariel är ett skolsegelfartyg som drivs av den ideella "Föreningen Segelfartyget Ariel". Föreningen drivs av en skara unga skutseglare med erfarenhet från flera av Sveriges seglande skutor. Från maj till oktober seglas fartyget av sina medlemmar i skärgården och kommer i framtiden att delta i flera internationella havskappseglingar såsom The Tall Ships' Races, Gotland runt, Nordisk seglats med flera.
Fartyget är av typen ketch och byggdes 1917 i Molde i Norge.

## Fartygsdata
- Anropssignal: SFE2885
- MMSI nr: 265516070
- Byggd: 1917 i Molde, Norge
- Dräktighet: 45,52 brt.
- Deplacement: 79,6 ton
- Längd över allt (l.ö.a): 21,72 m
- Största bredd: 5,73 m
- Djupgående: 2,70 m
- Skrovtyp: Kutter
- Rigg: Ketch
- Masthöjd: 24 m (inklusive toppstång)
- Segelyta: ca. 228  m²
- Maskin: Volvo Penta MD 100A, 150 hk

## Historia
Ariel byggdes 1917 i norska Molde som fiskefartyg. Hennes namn var då Holmen och den första ägaren var Harøysundets Fiskerikompani. Holmen var för sin tid ett stort och modernt fartyg och utrustades redan från början med både segel och en Bolinder tändkulemotor.
Under andra världskriget utsattes Holmen vid ett tillfälle för beskjutning av tyskt stridsflyg, med resultat att styrhytten sköts sönder. Ännu idag finns märken efter granatsplitter i skeppsratten.
Efter kriget gick fartyget i både fiske och fraktfart, men då som rent motorfartyg. Under en tid var fartyget även sysselsatt med smuggling, en verksamhet som upphörde i och med att Holmen sjönk på norska sydkusten i början av 1970-talet.
Några år senare bärgades vraket av bröderna Jernelius från Stockholm, som åter satte fartyget i stånd. Nu dock med ketchrigg och under namnet Ariel. År 1984 köptes fartyget av Haninge kommun som drev henne som skolsegelfartyg med hemmahamn Dalarö. Vid maktskiftet i Haninge kommun 2012 såldes Ariel till Segelfartyget Ariel AB som numera ägs av den ideella Föreningen Segelfartyget Ariel. Under hösten 2024 överläts fartyget till en grupp ungdomar och en ny styrelse vars samtliga ledamöter var under 25 tillsattes. Föreningens medlemmar jobbar för att åter segla fartyget i större farvatten för att representera Sverige i internationella havskappseglingar som till exempel Tall Ships Race.

## Verksamhet
Inom ramen för skolsegelverksamheten tar Ariel emot gästbesättningar med upp till 35 personer från till exempel fritidsgårdar, skolor, föreningar och företag, företrädesvis från Haninge kommun, vilka erbjuds dags- eller periodseglingar med övernattning ombord. Utöver gästbesättningen finns en fast besättning som bland annat omfattar befälhavare, styrman, matroser samt kock. 